# Christian von Alvensleben
Christian von Alvensleben, född 1941 i München, är en tysk fotograf.

## Liv och arbete
Christian von Alvensleben tog sina första bilder med en Kodak-lådkamera från ett amerikanskt understödspaket, vid elva års ålder. Efter det fotograferade han åt skoltidningen. Som artonårig student reste han till Frankrike för att förbättra sina språkkunskaper inför sina examensprov. I Monjustin i Provence träffade han den unga tyska författaren Hubert Fichte. Fotona från den dagen ställdes ut i Deichtorhallen i Hamburg 2005, och är nu en del av Hubert-Fichte Foundation.
1962 reste han till Moçambique, där han bodde hos sin morbror Werner von Alvensleben, och fotograferade jägare och deras byten. Arbetet Die Spur des Leoparden / Kaliber .378 visades vid utställningen Photokina 1993. Han gick på University of Westminster från 1964. Efter det har han arbetat som frilansfotograf i sin egen fotostudio i Hamburg. Bilderna till SPD:s politiska kampanj var ett av hans första större arbeten. Fotografiet Der Sonnenschein, som visar en naken kvinna och ett parasoll på en strand i en reklam för filmtillverkaren Fujifilm, blev världskänt 1972. Time lät bilden ta upp en hel sida, och idag är bilden med i projektet Bilder im Kopf.
Christian von Alvensleben porträtterar direktörer, skådespelare, sportpersoner, musiker, politiker, designers, och TV-stjärnor. Förutom många bilder i böcker om kockar och bon vivants som Alfons Schuhbeck, Alfred Biolek, Christiane Herzog, Bruno Bruni och ‘Food in Vogue’/ Condé Nast, så gjorde han ett arbete vid namn Apocalyptic Menu år 1992, för vilket han belönades med flera stor priser. Många av Alvenslebens progressiva bilder syns i tidskrifter, bland andra Architektur & Wohnen, Dance Magazine N.Y., Der Feinschmecker, FAZ, GEO, MAX, Merian, Der Spiegel, Stern, Vanity Fair US, Vogue Braut, Vogue Casa, Vogue Deutsch, Vogue Pelle, Die Zeit.
Redaktionen på Der Feinschmecker nominerade honom till Hall of Fame-medlem i samband med tidningens 30-årsjubileum. Tidningen Designers Digest gav honom titeln (Photo) Designer of the Year år 2002 och novum säger att Christian von Alvensleben är en av de mest ihållande och universella inom tysk fotografi. 2005 blev ett arbete, som redan vunnit ett pris från Art Directors Club (ADC), nominerat till Designpreis der Bundesrepublik Deutschland 2006. I sitt över 35 år långa fotografiarbete, har han belönats med över 80 priser från ADC, som inkluderar flera guldmedaljer, och Grand Prix 1993, något som är väldigt ovanligt för en fotograf. Hans kompetens är högt aktad inom juryer.

## Medlemskap
- Art Directors Club (ADC), 28 år
- Bund Freischaffender Foto-Designer (BFF) och hedersmedlem sedan 2009
- Deutscher Journalisten-Verband (DJV), 35 år
- Deutsche Gesellschaft für Photographie (DGPh), 1984-2004
- Reinhard-Wolf-Stiftung sedan 1994.